# Амаури (фудбалер)
Амаури Карваљо де Оливеира (порт. Amauri Carvalho de Oliveira, Карапикуиба, 3. јун 1980), познатији као Амаури, бивши је италијански фудбалер бразилског порекла који је играо на позицији нападача.
У каријери је углавном играо за италијанске клубове, а најзапаженији је био у Палерму, Јувентусу и Парми. На крају каријере играо је за два америчка клуба, Форт Лодердејл страјкерсе и Њујорк космос.
Иако је рођен у Бразилу, одиграо је једну утакмицу за репрезентацију Италије, пошто је добио италијанско држављанство и то у пријатељској утакмици против Обале Слоноваче коју је Италија изгубила 1:0.